# Fédération nationale des producteurs de plants de pommes de terre
La Fédération nationale des producteurs de plants de pommes de terre (FNPPPT ou FN3PT) est une organisation professionnelle agricole française qui regroupe et coordonne l'activité des producteurs français de plants de pomme de terre certifiés. 
La FN3PT assure une mission de recherche appliquée pour les plants de pommes de terre. Depuis, 2008, elle est qualifiée en tant qu’institut technique agricole par le ministère de l'Agriculture et est membre de l'Association de coordination technique agricole (ACTA). Cette qualification a été reconduire pour la période 2018-2022.
La FN3PT est également une association d'organisations de producteurs, et fédère trois organisations de producteurs (OP du Nord, OP Bretagne-Plants et OP du Centre et du Sud).  